# Українська селянська демократична партія
Українська селянська демократична партія — політична партія України, що існувала в 1991—2011 роках.

## Історія
Заснована на Установчому з'їзді 9 червня 1990 року в Києві (106 делегатів), прийнято Статут, Програму, Декларацію основних принципів УСДП, обрано керівні органи, співголови — Г. Криворучко, Р. Кузьмич, Сергій Плачинда, В. Щербина. Зареєстрована 15 січня 1991 року.
20 грудня 1994 року головою обрано Миколу Шкарбана (президента Асоціації фермерів України).
У 1997 році головою обрано Віктора Присяжнюка.
У парламентських виборах 1998 року партія брала участь у складі блоку Європейський вибір України, який нарбав 0,14 % голосів (останнє місце з 30 кандидатів). Жоден депутат не потрапив до ВРУ і за одномандатними округами.
На Президентських виборах 1999 року партія підтримала Євгена Марчука.
З 20 травня 2000 року голова партії — Валерій Вощевський.
У парламентських виборах 2002 року партія брала участь у складі блоку Команда озимого покоління, що набрав близько 2% голосів і не потрапив до Парламенту.
У парламентських виборах 2006 року партія брала участь у складі Народного блоку Литвина, який набрав 2,44 % голосів виборців і не потрапив до Верховної Ради.
У дострокових парламентських виборах 2007 року партія брала участь у складі Селянського блоку «Аграрна Україна», який набрав близько 0,1 % голосів виборців і не потрапив до Верховної Ради.
2 серпня 2008 року партію очолив депутат Київради фракції Блоку Кличка Дмитро Андрієвський.
На місцевих виборах 2010 року депутатів від Української селянської демократичної партії було обрано в п'яти регіонах України: на Дніпропетровщині, Черкащині, Львівщині, Житомирщині та Хмельниччині. Загалом до органів місцевої влади пройшли 16 представників УСДП.
13 грудня 2011 року Партія об'єдналася з іншими чотирма лівоцентристськими партіями у партію «Об'єднані ліві і селяни».